# یوکی تاکاهاشی
یوکی تاکاهاشی (به ژاپنی: 高橋侑希، متولد ۲۹ نوامبر ۱۹۹۳) کشتی‌گیر اهل ژاپن در دسته ۵۷ کیلوگرم کشتی آزاد است. او قهرمان کشتی جهان در سال ۲۰۱۷، برنده مدال برنز بازی‌های آسیایی ۲۰۱۸ و قهرمان کشتی آسیا در سال ۲۰۱۷ است. او همچنین سابقه حضور در المپیک ۲۰۲۰ توکیو را دارد.

## مسابقات قهرمانی کشتی جهان ۲۰۱۷
تاکاهاشی در وزن ۵۷ کیلو مسابقات قهرمانی کشتی جهان ۲۰۱۷ پاریس حاضر بود که آسو پالانی کشتی‌گیر کانادایی، ساندیپ تومار کشتی‌گیر هندی و ولادیمیر دابوف کشتی‌گیر بلغارستانی را شکست داد و به فینال رسید. وی در فینال توماس گیلمن کشتی‌گیر آمریکایی را شکست داد و مدال طلا وزن ۵۷ کیلوگرم را بدست آورد.

## مسابقات قهرمانی کشتی جهان ۲۰۱۸
تاکاهاشی در وزن ۵۷ کیلوگرم کشتی آزاد مسابقات قهرمانی کشتی جهان ۲۰۱۸ بوداپست حاضر بود که در مسابقه های اول تا سوم لیو مینگو از چین، میکای نایم از بلغارستان و ولادیسلاو آندریو از بلاروس را شکست داد اما در نیمه نهایی به زائور اوگویف از روسیه باخت و به دیدار رده‌بندی رفت. وی در دیدار رده‌بندی رینیری اندریو از کوبا را شکست داد و مدال برنز وزن ۵۷ کیلوگرم را بدست آورد.